# Bahnhof Keiō-Yomiuri-Land
Der Bahnhof Keiō-Yomiuri-Land (jap. 京王よみうりランド駅, Keiō-Yomiuri-Rando-eki) ist ein Bahnhof auf der japanischen Insel Honshū. Er wird von der Bahngesellschaft Keiō Dentetsu betrieben und befindet sich in der Präfektur Tokio auf dem Gebiet der Stadt Inagi. Benannt ist er nach dem Yomiuriland, einem bekannten Freizeitpark in der Nähe.

## Verbindungen
Keiō-Yomiuri-Land ist ein Durchgangsbahnhof an der Keiō Sagamihara-Linie, die Chōfu mit Hashimoto verbindet und von der Bahngesellschaft Keiō Dentetsu betrieben wird. Züge verkehren von Hashimoto aus entweder nach Shinjuku oder werden dort zur Toei Shinjuku-Linie der U-Bahn Tokio durchgebunden. Tagsüber werden sechs Züge je Stunde angeboten, während der Hauptverkehrszeit bis zu neun Züge je Stunde. Dabei wechseln sich Nahverkehrs- und Eilzüge gegenseitig ab.
Der Sky Shuttle (jap. スカイシャトル, Sukaishatoru) verbindet den Bahnhofsvorplatz mit dem Haupteingang des Freizeitparks Yomiuriland. Diese vom Südtiroler Unternehmen Leitner AG erbaute Gondelbahn besitzt Achterkabinen und überwindet auf einer Länge von 883 Metern einen Höhenunterschied von 44 Metern. Ebenso wird der Bahnhof von drei Buslinien der Gesellschaften Odakyū Bus, Odakyū City Bus und i Bus bedient. Auf halbem Weg zwischen Bahnhof und Freizeitpark befindet sich das Yomiuri Giants Stadium, das öffentlich zugängliche Trainingszentrum des Baseball-Profiteams Yomiuri Giants.

## Anlage
Der Bahnhof steht im Stadtteil Yanokuchi auf einem Damm, inmitten einer gemischten Wohn- und Gewerbezone (unter anderem mit dem Hauptsitz von Korg). Die von Osten nach Westen ausgerichtete Anlage besitzt zwei Gleise an teilweise überdachten Seitenbahnsteigen. Der Bahndamm wäre breit genug für zwei weitere Gleise. Ein Ausbau ist jedoch nicht mehr möglich, da die Bahnsteige zwischenzeitlich verlängert wurden, um Züge mit zehn Wagen aufnehmen zu können.
Im Fiskaljahr 2018 nutzten durchschnittlich 14.233 Fahrgäste täglich den Bahnhof.

## Bilder

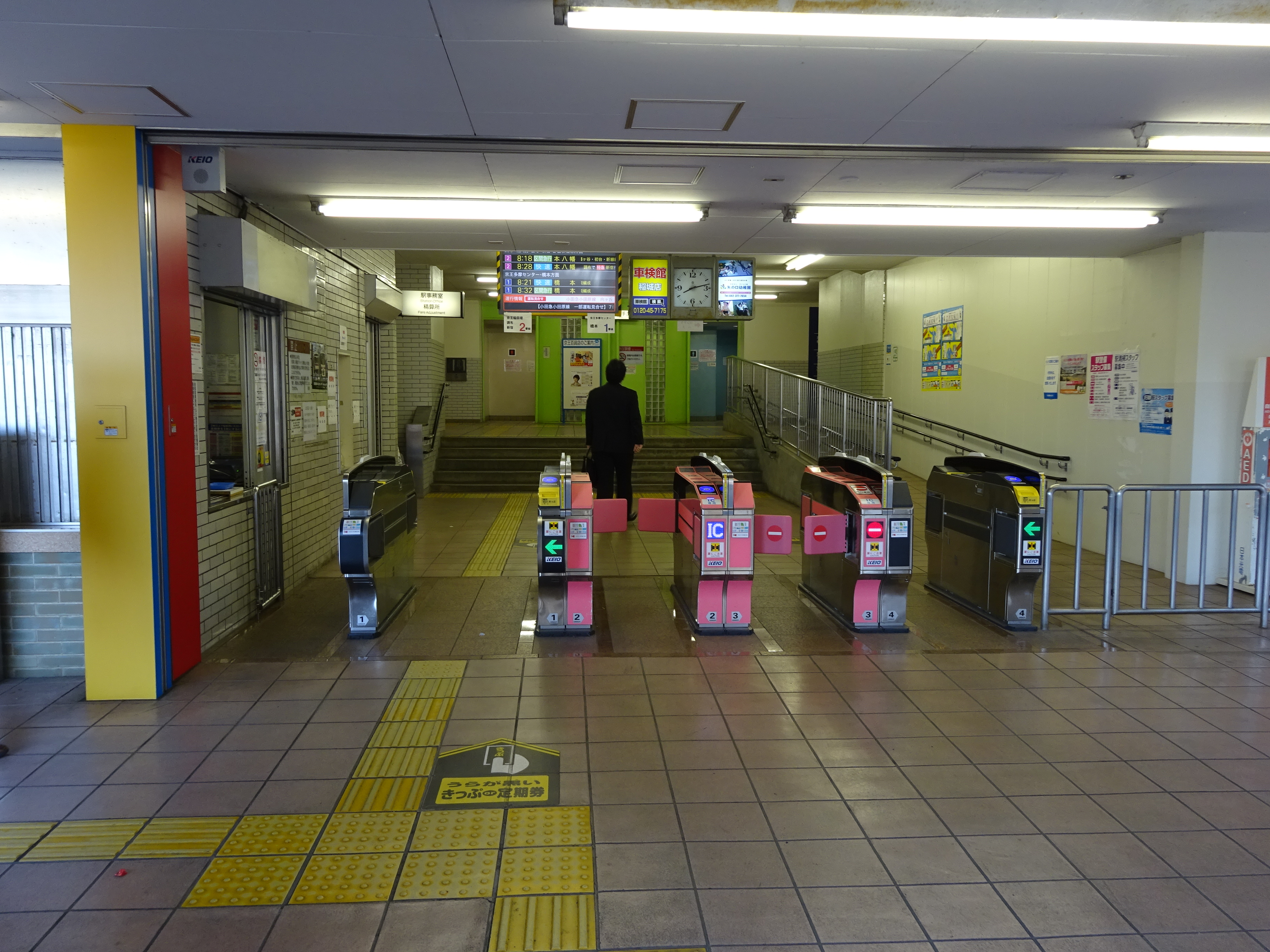
Bahnsteigsperren
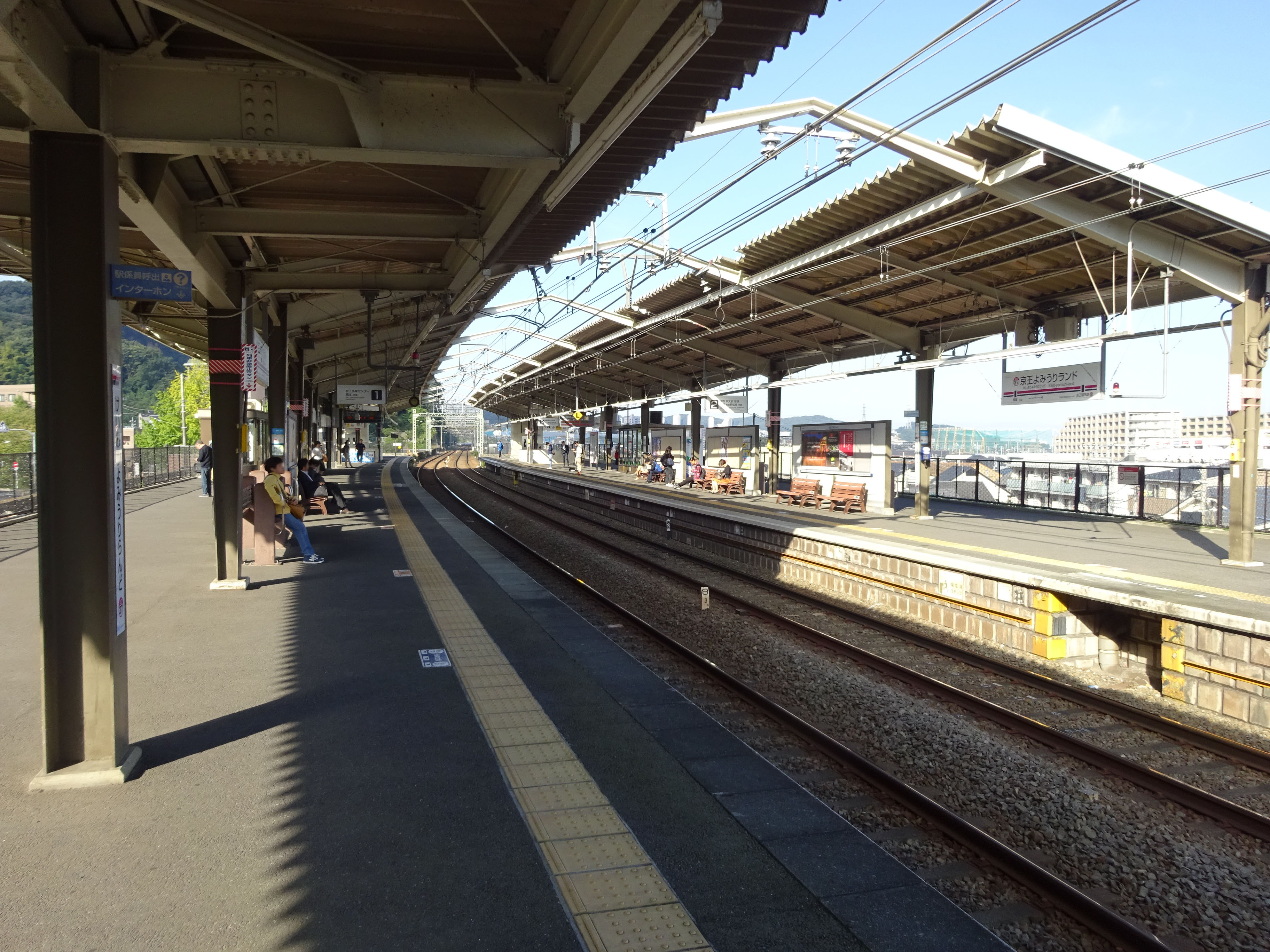
Bahnsteige
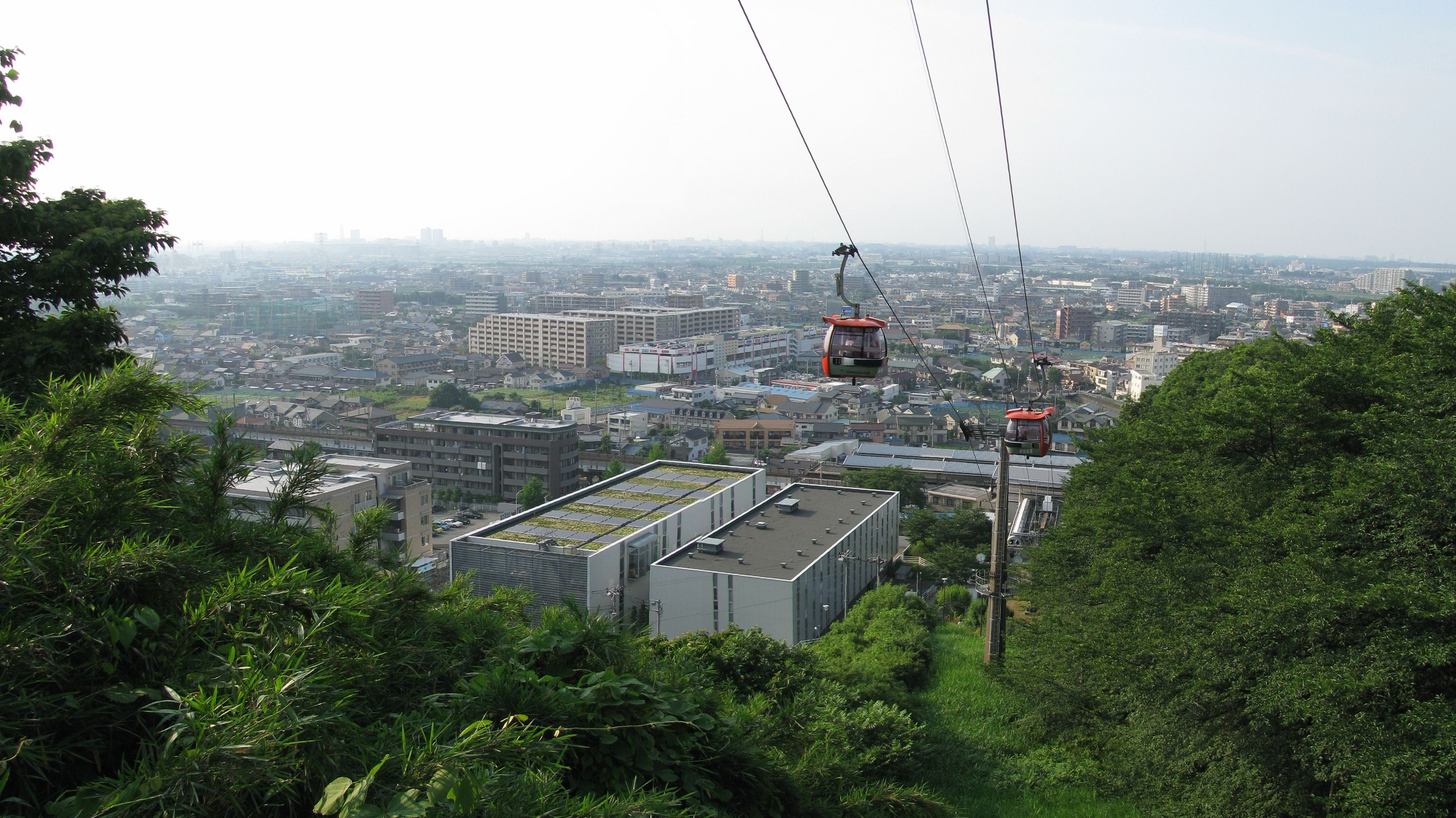
Sky Shuttle

## Gleise
| 1 | ▉ Keiō Sagamihara-Linie | Tama-Center • Hashimoto      |
| 2 | ▉ Keiō Sagamihara-Linie | Chōfu • Meidaimae • Shinjuku |

## Linien
| Verlauf der Keiō Sagamihara-Linie |
| --- |
| Chōfu • Keiō-Tamagawa • Keiō-Inadazutsumi • Keiō-Yomiuri-Land • Inagi • Wakabadai • Keiō-Nagayama • Tama-Center • Keiō-Horinouchi • Minami-Ōsawa • Tamasakai • Hashimoto |

## Geschichte
Am 1. April 1971 verlängerte die Bahngesellschaft Keiō Teito Dentetsu (heutige Keiō Dentetsu) die Keiō Sagamihara-Linie von Keiō-Tamagawa bis hierher. Etwas mehr als drei Jahre lang war der Bahnhof die westliche Endstation, bis zur Eröffnung des Teilstücks nach Tama-Center am 18. Dezember 1974.
Gleichzeitig mit dem Bahnhof ging am 1. April 1971 auch der Sky Road (jap. スカイロード, Sukairōdo) in Betrieb, ein Fahrsteig hinauf zum Yomiuri Giants Stadium, von wo man zu Fuß zum Freizeitpark gelangen konnte. Er war 28 Jahre lang in Betrieb und wurde am 21. März 1999 durch den Sky Shuttle ersetzt.